# 普尔萨克
普尔萨克（法語：Poursac，法語發音：[puʁsak]）是法国夏朗德省的一个市镇，位于该省北部，属于孔福朗区。

## 地理
普尔萨克（45°57'38"N, 0°15'31"E）面积11.39 平方千米，位于法国新阿基坦大区夏朗德省，该省份为法国西部内陆省份，北起德塞夫勒省和维埃纳省，东临上维埃纳省，东南至多尔多涅省，南至多爾多涅省，西接滨海夏朗德省。
与普尔萨克接壤的市镇（或旧市镇、城区）包括：舍农、库蒂尔、楠特伊昂瓦莱、圣乔治、圣古尔松、夏朗德河畔韦尔特伊、夏朗德河畔欧纳克。

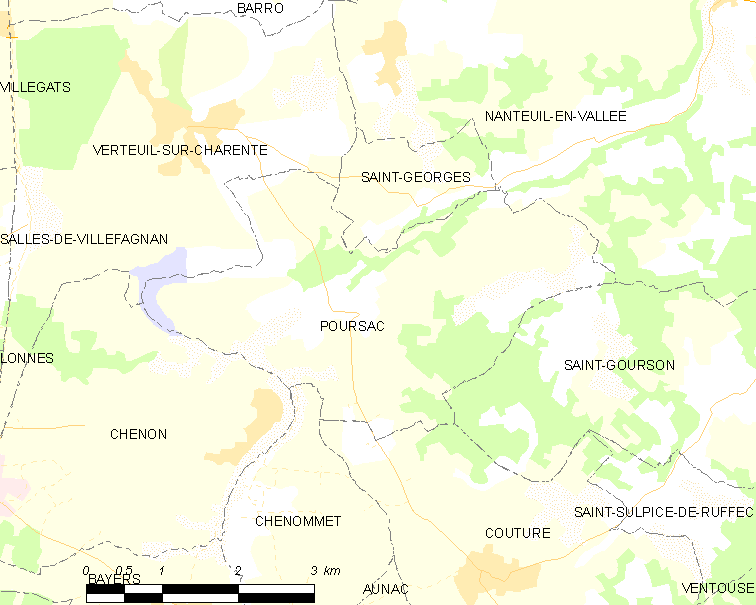
普尔萨克的OSM定位图

普尔萨克的时区为UTC+01:00、UTC+02:00（夏令时）。

## 行政
普尔萨克的邮政编码为16700，INSEE市镇编码为16268。

## 政治
普尔萨克所属的省级选区为夏朗德北县。

## 人口

1962-2008年间普尔萨克人口变化图示

普尔萨克于2022年1月1日时的人口数量为195人。